# Maëva Squiban
Maëva Squiban (* 19. März 2002 in Brest) ist eine französische Radrennfahrerin, die auf der Straße aktiv ist.

## Sportlicher Werdegang
Als Juniorin machte Squiban als gute Zeitfahrerin auf sich aufmerksam. Ihr größter Erfolg war der Gewinn der Silbermedaille bei den Europameisterschaften 2020, bei denen sie auch Vierte im Straßenrennen wurde. Mit dem Wechsel in die U23 wurde sie 2021 Mitglied im französischen Stade Rochelais Charente-Maritime. Nachdem sie 2021 und 2022 bereits mehrfach Top-10-Platzierungen erreicht hatte, erzielte sie mit dem Gewinn der zweiten Etappe der Vuelta Extremadura Féminas 2023 den ersten Sieg ihrer Karriere bei einem UCI-Rennen.
Zur Saison 2024 wechselte Squiban zum Team Arkéa-B&B Hotels Women. Mit dem Gewinn des Einzelzeitfahrens bei der Tour Cycliste Féminin International de l’Ardèche war sie erstmals für ihr neues Team erfolgreich. Ihre Fähigkeiten am Berg stellte sie unter anderem bei der Tour de France Femmes unter Beweis, bei der sie bei der Bergankunft der siebten Etappe attackierte und als Zweite vor allen Favoritinnen ins Ziel kam.
Bereits nach einer Saison wechselte Squiban erneut das Team und wurde Mitglied beim UAE Team ADQ. Bei der Tour de France Femmes 2025 konnte sie zwei schwere Etappen jeweils als Solistin gewinnen.

## Erfolge
2019
- Chrono des Nations (Junioren)

2020
- Europameisterschaften – Einzelzeitfahren (Junioren)

2023
- eine Etappe Vuelta Extremadura Féminas

2024
- Bergwertung Tour de Normandie Féminin
- eine Etappe Tour Cycliste Féminin International de l’Ardèche
- Nachwuchswertung Tour de la Semois

2025
- Bergwertung Vuelta Extremadura
- zwei Etappen und  Kämpferischste Fahrerin Tour de France Femmes